# Thomas Stanford
Pour les articles homonymes, voir Stanford.

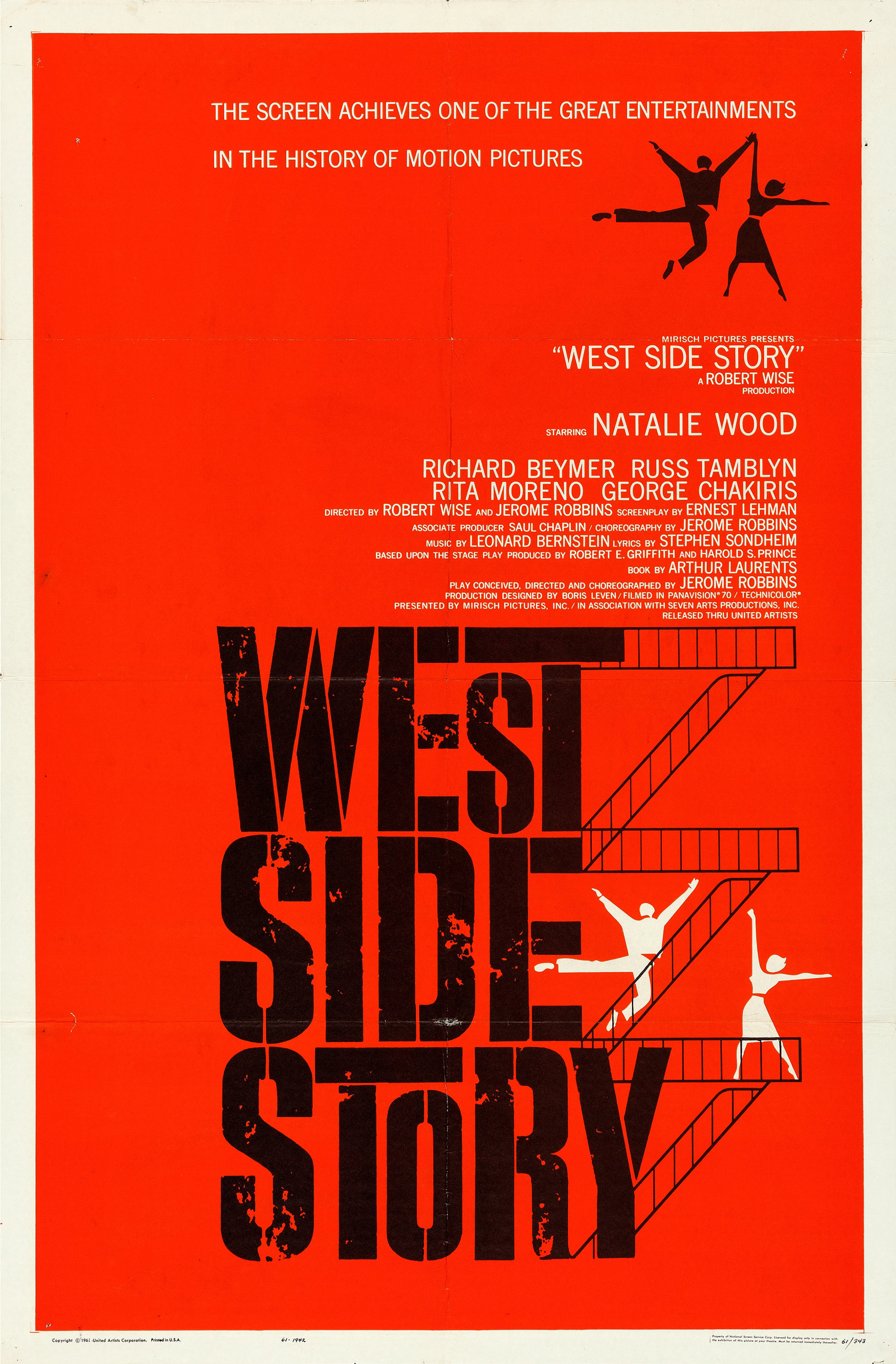
West Side Story (1961)

Thomas Gerald Stanford, né le 18 novembre 1924 à Düsseldorf (Allemagne) et mort le 23 décembre 2017 à Santa Fe (Nouveau-Mexique), est un monteur américain d'origine allemande.

## Biographie
Éduqué en Suisse puis en Angleterre, Thomas Stanford émigre ensuite aux États-Unis où il s'installe définitivement, obtenant la citoyenneté américaine. Il débute comme assistant monteur d'une captation au Festival de Salzbourg 1954 du Don Giovanni de Mozart dirigé par Wilhelm Furtwängler, avec Cesare Siepi dans le rôle-titre et Elisabeth Grümmer (réalisation de Paul Czinner, sortie en Royaume-Uni en 1955).
Puis il entame au cinéma une carrière de monteur, contribuant ainsi à dix-sept films (majoritairement américains), le premier étant Soudain l'été dernier de Joseph L. Mankiewicz (1959, avec Elizabeth Taylor et Katharine Hepburn).
Sa deuxième contribution est pour le film musical West Side Story de Robert Wise (1961, avec Natalie Wood et Richard Beymer) qui lui permet de gagner en 1962 l'Oscar du meilleur montage.
Parmi ses quinze films suivants (auxquels s'ajoute un documentaire de 1980), mentionnons Reivers de Mark Rydell (1969, avec Steve McQueen et Sharon Farrell), Jeremiah Johnson de Sydney Pollack (1972, avec Robert Redford et Will Geer) et le western Le Justicier solitaire de William A. Fraker (son antépénultième film, 1981, avec Michael Horse et Christopher Lloyd). Ses deux derniers films sortent en 1988, dont Split Decisions de David Drury (avec Craig Sheffer et Gene Hackman).
En outre, pour la télévision américaine, il est monteur sur quatre téléfilms (1974-1979) et trois séries, Route 66 (un épisode, 1960), L'Homme à la Rolls (deux épisodes, 1966) et enfin Hec Ramsey (deux épisodes, 1972-1973).
Thomas Stanford meurt fin 2017, à 93 ans.

## Filmographie partielle

### Cinéma
(films américains, sauf mention contraire ou complémentaire)
- 1959 : Soudain l'été dernier (Suddenly, Last Summer) de Joseph L. Mankiewicz
- 1961 : West Side Story de Robert Wise
- 1963 : Dans la douceur du jour (In the Cool of the Day) de Robert Stevens
- 1964 : Émile et les Détectives (Emil and the Detectives) de Peter Tewksbury (coproduction américano-britannique)
- 1965 : L'aventure est au large (The Truth About Spring) de Richard Thorpe (film britannique)
- 1965 : Trente minutes de sursis (The Slender Thread) de Sydney Pollack
- 1967 : Le Renard (The Fox) de Mark Rydell (film canadien)
- 1967 : Comment réussir en amour sans se fatiguer (Don't Make Waves) d'Alexander Mackendrick
- 1968 : Duel dans le Pacifique (Hell in the Pacific) de John Boorman
- 1969 : Reivers (The Reivers) de Mark Rydell
- 1972 : Jeremiah Johnson de Sydney Pollack
- 1974 : Yakuza (The Yakuza) de Sydney Pollack (coproduction américano-japonaise)
- 1981 : Le Justicier solitaire (The Legend of the Lone Ranger) de William A. Fraker
- 1988 : Split Decisions de David Drury

### Télévision
(séries, sauf mention contraire)
- 1960 : Route 66 (titre origina), saison 1, épisode 2 A Lance of Straw de Roger Kay
- 1966 : L'Homme à la Rolls (Burke's Law), saison 3, épisodes 16 et 17 Terror in a Tiny Town, Parts I & II
- 1972-1973 : Hec Ramsey, saison 1, épisode 3 Le Mystère de la plume verte (The Mystery of the Green Feather, 1972) d'Herschel Daugherty et épisode 4 Le Mystère de la rose jaune (The Mystery of the Yellow Rose, 1973)
- 1977 : Mad Bull de Walter Doniger (téléfilm)

## Récompense
- 1962 : Oscar du meilleur montage, pour West Side Story.